# 久保保久
久保 保久（くぼ やすひさ、1980年3月 - ）は、日本の漫画家。男性。大阪府出身。代表作は『よんでますよ、アザゼルさん。』。

## 来歴
2002年、22歳の時に『モーニング』（講談社）に応募した作品の『マグナム井上_青春の憂鬱』が第42回ちばてつや賞で準入選した。その後、上京して2004年、『漆原教授の秘密』が第45回ちばてつや賞で入選した。
その後、日本橋ヨヲコのアシスタントを務めていた。2007年に『イブニング』（講談社）にて、代表作である『よんでますよ、アザゼルさん。』の連載を開始し漫画家としてデビューを果たした。

## 作品リスト

### 連載作品
- よんでますよ、アザゼルさん。（『イブニング』、2007年21号 - 2019年1号、全16巻）

悪魔や天使を題材としたギャグ漫画。限定版の単行本にアニメDVDが付属したほか、2011年の4月から7月、2013年4月から7月までの2期にわたってテレビアニメが放映された。

### 読み切り
- 下半身だけ異世界転生（『週刊ヤングマガジン』2025年13号[4]）

### その他
- 『出張!上司 島耕作 島耕作トリビュート』に漫画を寄稿。
- 『少女ファイト』7巻特装版付属のアンソロジー「少年ファイト」に漫画を寄稿。

## 師匠
- 日本橋ヨヲコ[要出典]